# Regeringen Fälldin III
Regeringen Fälldin III var Sveriges regering fra den 22. maj 1981 og til den 8. oktober 1982. Det var en mindretalsregering og en koalitionsregering, der bestod af Centerpartiet og Folkpartiet. Regeringen afløste Regeringen Fälldin II, og den blev efterfulgt af Regeringen Palme II.

## Regeringens dannelse
I begyndelsen af maj 1981 udløste uenighed om marginalskatterne en regeringskrise, og Moderaterne forlod Regeringen Fälldin II. Efter en uklar afstemning i rigsdagen blev Regeringen Fälldin III dannet.

## Regeringens afgang
Regeringen måtte gå af efter det borgerlige nederlag ved rigsdagsvalget den 19. september 1982.

## Markante ministre
- Statsminister Thorbjörn Fälldin, partileder for Centerpartiet
- Vicestatsminister samt udenrigs- og ulandsminister Ola Ullsten, partileder for Folkpartiet
- Socialminister Karin Söder, Centerpartiet
- Handelsminister og minister for nordisk samarbejde Björn Molin, Folkpartiet